# 富岡製糸場
富岡製糸場（とみおかせいしじょう、Tomioka Silk Mill）は、群馬県富岡市に設立された日本初の本格的な機械製糸の工場である。1872年（明治5年）の開業当時の繰糸所、繭倉庫などが現存している。日本の近代化だけでなく、絹産業の技術革新・交流などにも大きく貢献した工場であり、敷地を含む全体が国の史跡に、初期の建造物群が国宝および重要文化財に指定されている。また、「富岡製糸場と絹産業遺産群」の構成資産として、2014年（平成26年）6月21日の第38回世界遺産委員会（ドーハ）で正式登録された。
時期によって「富岡製糸場」（1872年、明治4年から）、「富岡製糸所」（1876年、明治9年から）、「原富岡製糸所」（1902年、明治35年から）、「株式会社富岡製糸所」（1938年、昭和13年から）、「片倉富岡製糸所」（1939年、昭和14年から）、「片倉工業株式会社富岡工場」（1946年、昭和21年から）とたびたび名称を変更している。史跡、国宝、重要文化財としての名称は「旧富岡製糸場」、世界遺産暫定リスト記載物件構成資産としての名称は「富岡製糸場」である。

## 概要
日本は江戸時代末期に開国した際、生糸が主要な輸出品となっていたが、粗製濫造の横行によって国際的評価を落としていた。そのため、官営の器械製糸工場建設が計画されるようになる。
富岡製糸場は1872年（明治5年）にフランスの技術を導入して設立された官営模範工場であり、器械製糸工場としては、当時世界最大級の規模を持っていた。そこに導入された日本の気候にも配慮した器械は後続の製糸工場にも取り入れられ、働いていた工女たちは各地で技術を伝えることに貢献した。
1893年（明治26年）に三井家に払い下げられ、1902年（明治35年）に原合名会社、1939年（昭和14年）に片倉製糸紡績会社（現片倉工業）と経営母体は変わったが、1987年（昭和62年間）に操業を停止するまで、第二次世界大戦中も含め、一貫して製糸工場として機能した。
第二次世界大戦時のアメリカ軍空襲の被害を受けずに済んだ上、操業停止後も片倉工業が保存に尽力したことなどもあって、繰糸所を始めとする開業当初の木骨レンガ造の建造物群が良好な状態で現代まで残っている。2005年（平成17年）に敷地全体が国の史跡に、2006年（平成18年）に初期の主要建造物（建築物7棟、貯水槽1基、排水溝1所）が重要文化財の指定を受け、2007年（平成19年）には他の蚕業文化財とともに「富岡製糸場と絹産業遺産群」として世界遺産の暫定リストに記載された。2014年（平成26年）6月に世界遺産登録の可否が審議され、同年6月21日に日本の近代化遺産で初の世界遺産リスト登録物件となった。

## 歴史

### 建設決定まで
開国直後の日本では、生糸、蚕種、茶などの輸出が急速に伸びた。ことに生糸の輸出拡大の背景には、ヨーロッパにおける生糸の生産地であるフランス、イタリアで微粒子病という蚕の病気が大流行し、ヨーロッパの養蚕業が壊滅的な打撃を被っていたことや、太平天国の乱によって清の生糸輸出が振るわなくなっていたことなどが背景にあった。その結果、1862年（文久2年）には日本からの輸出品の86%を生糸と蚕種が占めるまでになったが、急激な需要の増大は粗製濫造を招き、日本の生糸の国際的評価の低落につながった。また、イタリアの製糸業の回復も日本にとっては向かい風になり、日本製生糸の価格は1868年（明治元年）から下落に転じた。
明治政府には、外国商人などから器械製糸場建設の要望が出されており、エシュト・リリアンタール商会からは資金提供の申し出まであった。これが直接的な引き金となって器械製糸工場建設が実現に向かうが、政府内では外国資本を入れず、むしろ国策として器械製糸工場を建設すべきという意見が持ち上がり、1870年（明治3年）2月に器械製糸の官営模範工場建設が決定した。これは粗製濫造問題への対応というよりも、従来の座繰りによる製糸では太さが揃わなかったために、経糸（）よりも安価で取引される緯糸（）として使われることが多かった実態を踏まえ、その改良を志向した側面があったとも言われている。
同時に政府は器械製糸技術の導入を奨励しており、前橋藩では速水堅曹らが同じ年に藩営前橋製糸所を設立した。これは日本初の器械製糸工場と見なされているが、イタリアで製糸業に従事した経験を持つスイス人ミュラーを雇い入れ、イタリア式の製糸器械を導入したものであり、当初は6人繰り、次いで12人繰りという小規模なものにとどまった。
大隈重信、伊藤博文と渋沢栄一は官営の器械製糸場建設のため、フランス公使館通訳アルベール・シャルル・デュ・ブスケおよびエシュト・リリアンタール商会横浜支店長ガイゼンハイマー (F. Geisenheimer) に、いわゆるお雇い外国人として適任者を紹介するように要請したところ、エシュト・リリアンタール商会横浜支店に生糸検査人として勤務していたポール・ブリューナ (Paul Brunat) の名が挙がった。明治政府はブリューナが提出した詳細な「見込み書」の内容を吟味した上で、1870年（明治3年）6月に仮契約を結んだ。

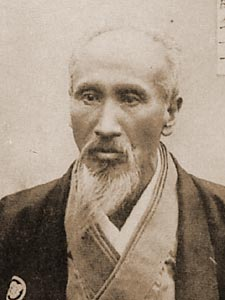
尾高惇忠

ブリューナは仮契約後すぐに尾高惇忠らを伴って、長野県、群馬県、埼玉県などを視察し、製糸場建設予定地の選定に入った。そして、明治3年閏10月7日（1870年11月29日）に民部大輔らと正式な雇用契約を取り交わすと、同月17日（1870年12月9日）には富岡を建設地とすることを最終決定している。この決定は、周辺で養蚕業がさかんで繭の調達が容易であることや、建設予定地周辺の土質が悪く、農業には不向きな土地であること、水や石炭などの製糸に必要な資源の調達が可能であること、全町民が建設に同意したこと、元和年間に富岡を拓いた代官中野七蔵が代官屋敷の建設予定地として確保してあった土地が公有地として残されており、それを工場用地の一部に当てられることなど、様々な要件が考慮された結果であった。

### 建設

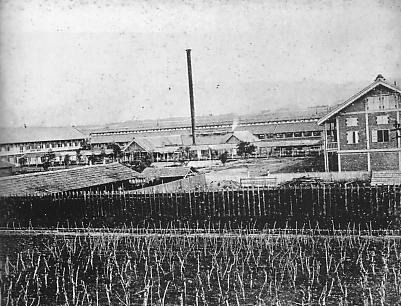
明治期の富岡製糸場外観

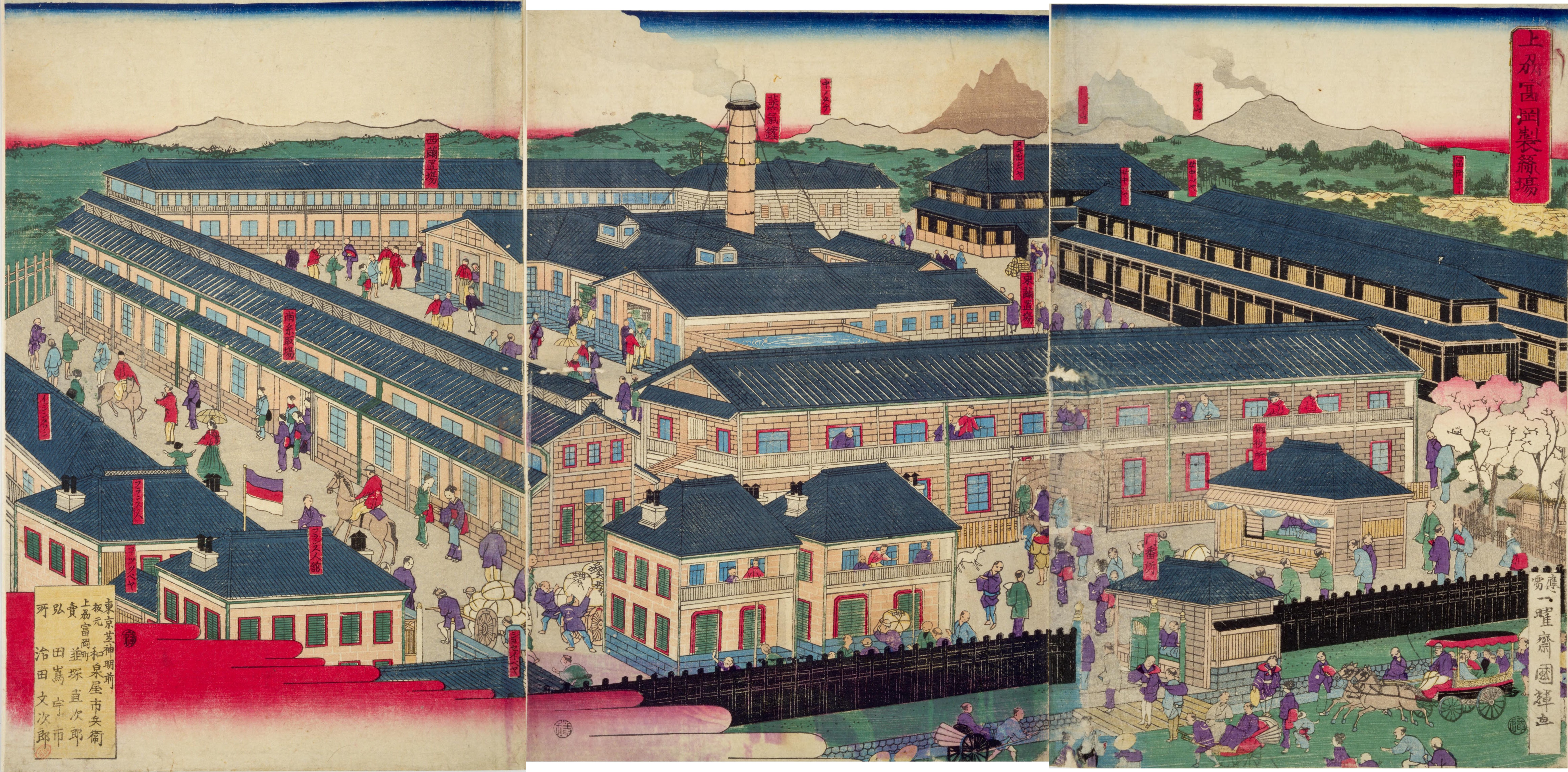
歌川国輝 (2代目)『上州富岡製糸場』（1872年・明治5年）

ブリューナは製糸場の設計のために、横須賀製鉄所のお雇い外国人だったエドモン・オーギュスト・バスチャンに依頼し、設計図を作成させた。バスチャンは明治3年11月初旬に依頼を受けると、同年12月26日（1871年2月15日）に完成させた。彼が短期間のうちに主要建造物群の設計を完成させられた背景としては、木骨レンガ造の横須賀製鉄所を設計した際の経験を活かせたことが挙げられている。
ブリューナは設計図の完成を踏まえ、明治4年1月22日（1871年3月12日）に器械購入と技術者雇用のためにフランスに帰国した。ブリューナは建設予定地調査の折に、地元工女に在来の手法で糸を繰らせて日本的な特徴を把握しており、それを踏まえて製糸場用の器械は特別注文した。目的を達したブリューナはその年の内、すなわち明治4年11月8日（1871年12月19日）に妻らとともに再来日を果たすことになる。
他方で、ブリューナが日本を発ったのと同じ月には、尾高惇忠が日本側の責任者となって資材の調達に着手し、1871年（明治4年）3月には着工にこぎつけていた。建築資材のうち、石材、木材、レンガ、漆喰などは周辺地域で調達した。なお、レンガはまだ一般的な建材ではなく、明戸村（現埼玉県深谷市）からも瓦職人を呼び寄せ、良質の粘土を産する福島村（現甘楽町福島）に設置した窯で焼き上げた。この時期、民部省庶務司から大蔵省勧業司へと所管が変わった（明治4年7月24日＝1871年9月8日）。
建設を進めることと並行し、明治5年2月12日＝1872年3月20日に政府から工女募集の布達が出された。しかし、「工女になると西洋人に生き血を飲まれる」（西洋人が飲んでいた赤ワインを生き血と誤解したもの）などの根拠のない噂話が広まっていたことなどから、思うように集まらず、政府は生き血を取られるという話を打ち消すとともに、富岡製糸場の意義やそこで技術を習得した工女の重要性などを説く布告をたびたび出した。このような状況の中で尾高は、噂を払拭する狙いで娘の勇（ゆう）を最初の工女として入場させた。富岡製糸場は、1872年7月（明治5年5月26日から6月26日の間）に主要部分の建設工事が終わるのに合わせて開業される予定だったが、予定よりも遅れた。その理由の一つには、この工女不足の問題があったと推測されている。

### 官営時代
富岡製糸場は、明治5年10月4日（1872年11月4日）に官営模範工場の一つとして操業を開始した。ただし、当初は工女不足から210人あまりの工女たちで全体の半分の繰糸器を使って操業するにとどまった。翌年1月の時点で入場していた工女は404人で、主に旧士族などの娘が集められていた。同年4月に就業していた工女は556人となり、4月入場者には『富岡日記』で知られる和田英（横田英）も含まれていた。

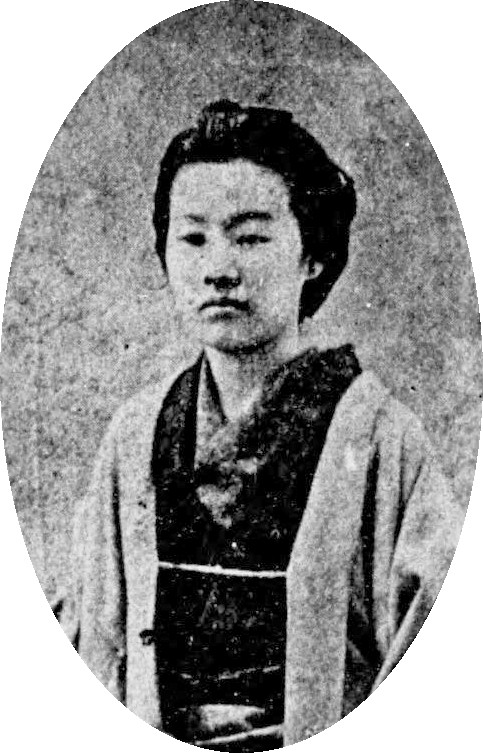
和田英（横田英）

製糸場の中心をなす繰糸所は繰糸器300釜を擁した巨大建造物であり、フランスやイタリアの製糸工場ですら繰糸器は150釜程度までが一般的とされていた時代にあって、世界最大級の規模を持っていた。また、特徴的なのは揚返器156窓も備えていたことである。揚返（）は再繰ともいい、小枠に一度巻き取った生糸を大枠に巻き直す工程で、湿度の高い日本の気候の場合、一度巻き取っただけではセリシン（生糸を繭として固めていた成分）の作用で再膠着する恐れがあり、それを防ぐために欠かせなかった。これに対し、ヨーロッパの場合はこの工程を省く直繰（）式が一般的で、前出の前橋製糸所が導入した器械も直繰式であった。前出の通り、ブリューナは富岡製糸場のための器械を特注していたが、その一つはこの日本の気候に合わせて再繰式を導入する点にあった。なお、特別注文したほかの点には、日本人女性の体格に合わせて高さの調整をしたことなどが挙げられる。
工女たちの労働環境は充実していた。当時としては先進的な七曜制の導入と日曜休み、年末年始と夏期の10日ずつの休暇、1日8時間程度の労働で、食費・寮費・医療費などは製糸場持ち、制服も貸与された。群馬県では県令楫取素彦が教育に熱心だったこともあり、1877年（明治10年）には変則的な小学校である工女余暇学校の制度が始まり、以前から工女の余暇を利用した教育機会が設けられていた富岡製糸場でも、1878年（明治11年）までには工女余暇学校が設置された。しかし、官営としてさまざまな規律が存在していたことや、作業場内の騒音など、若い工女たちにとってはストレスとなる要因も少なくなかった。そのため、満期（1年から3年）を迎えずに退職する者も多く、その入れ替わりの頻繁さから不熟練工を多く抱え、赤字経営を生む一因となった。また、様々な身分の若い女性が同じ場所で生活していたことから、上流出身の女性の身なりに合わせたがる工女も少なくなく、出入りしていた呉服商・小間物商から月賦払いで服飾品を購入して借金を重ねる事例もしばしば見られた。
工女たちは熟練度によって等級に分けられていた。開業当初は一等から三等および等外からなっていたが、1873年には等外上等および一等から七等の8階級に変わった。工女たちはブリューナがフランスから連れてきたフランス人教婦たちから製糸技術を学び、1873年（明治6年）5月には尾高勇ら一等工女の手になる生糸がウィーン万国博覧会で「二等進歩賞牌」を受賞した。これは品質面の評価よりも、近代化されたことに対する評価だったという指摘もあるが、開業間もない富岡製糸場の評価を高めたことに変わりはなく、リヨンやミラノの絹織物に富岡製の生糸が使われることにつながったとされる。工女たちは、後に日本全国に建設された製糸工場に繰糸の方法を伝授する役割も果たした。和田英や春日蝶が1874年（明治7年）7月に帰郷したのも、そうした工場の一つである民営の西条製糸場（のちの六工社）で指導に当たるためであった。なお、初期には人数は少なかったが、蒸気機関の扱いなどを学ぶための工男たちも受け入れており、西条製糸場の設立にも、そうした工男が貢献している。
初期の富岡製糸場は初代所長（場長）尾高惇忠、首長ポール・ブリューナを中心に運営されたが、前述の不熟練工の問題やブリューナ以下フランス人教婦、検査人などのお雇い外国人たちに支払う高額の俸給、さらに官営ならではの非効率さなどの理由から大幅な赤字が続いていた。
契約満了につきブリューナとフランス人医師が去った1875年（明治8年）12月31日をもって、富岡製糸場のお雇い外国人は一人もいなくなった。日本人のみの経営となった最初の年度、明治9年（1876年）度には大幅な黒字に転じた。この理由としては、お雇い外国人への支出がなくなったことのほか、所長の尾高の大胆な繭の思惑買いなどが奏功したことが挙げられる。しかし、尾高の思惑買いは、彼が当時政府が認めていなかった秋蚕の導入に積極的だったことなどと併せ、政府との対立を生む原因になり、尾高は富岡製糸場が富岡製糸所と改称された翌月に当たる1876年（明治9年）11月に所長を退いた。
翌年度には、従来、エシュト・リリアンタール社を経てリヨンに輸出されていた生糸が、三井物産によってリヨンへ直輸出されるようにもなり、日本人による直輸出が始まった。
内務省の官吏だった速水堅曹はかねてから民営化も含めた抜本改革を提言していたが、西南戦争（1877年）の勃発によって一時的に棚上げされた。しかし、1878年（明治11年）にパリ万国博覧会に赴いていた松方正義（当時は勧農局長）が富岡の生糸の質の低下を指摘されたことから、速水が富岡製糸所の改革を任されることになる。速水は、尾高の後任だった山田令行が改革を阻害しているとして更迭を進言し、これを実現させた。松方は後任として速水を第3代所長に任命したが、民営化を主張する速水は1880年（明治13年）11月5日の「官営工場払下概則」制定と前後して、富岡製糸所の生糸の直輸出を一手に担う横浜同伸会社設立に関わり所長を辞任、かわって同伸会社の社長に就任した。この時点では、民間人となった速水が富岡製糸所を5年間借り受けるという話が、松方との間で事実上内定していたが、群馬県令の反対などもあって、政府は最終的にこれを認めなかった。他方で、ほかに払い下げを希望する民間人は現れなかった。富岡製糸所の巨大さが、当時の民間資本では手に余る存在だったからと言われている。「官営工場払下概則」が結果的に払い下げを促進することにはならずに1884年（明治17年）に廃止されると、官営工場の払い下げは急速に進んだが、富岡製糸場は払い下げの見通しが立たないまま、官営の時期がなおも続いた。
第4代所長の岡野朝治の時期は、度々の糸価下落などの影響を受け、経営的に厳しい時期にあたっていた。そうした状況を受け、1885年（明治18年）には速水が第5代所長として復帰した。速水は同伸会社社長時代に、一手に輸出を引き受けていた富岡製糸所の生糸を、リヨン以外にニューヨークにも輸出するようになっていた。彼は製糸所所長として改革を進める一方で、アメリカ向けの輸出も増やし、米仏の両国で富岡の生糸の評価を高めた。他方で速水は民営化を引き続いて主張していたが、それは1890年代になってようやく実現することになる。

### 三井家時代

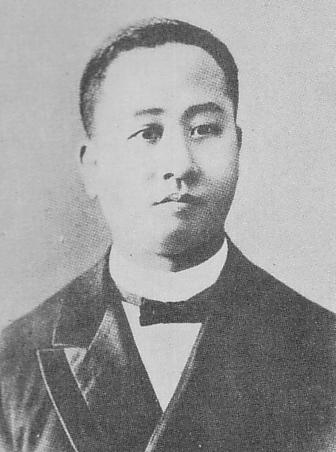
中上川彦次郎

1891年（明治24年）6月に払い下げのための入札が初めて行われたが、このときに応札した片倉兼太郎と貴志喜助はいずれも予定価額（5万5000円）に大きく及ばず、不成立になった。改めて1893年（明治26年）9月10日に行われた入札では、最高額入札となった三井家が12万1460円をつけ、予定価額10万5000円を上回ったため、払い下げが決定した（引渡しは10月1日）。
三井家の時代の経営はおおむね良好で、繰糸所に加えて木造平屋建ての第二工場を新設したほか、第一工場（旧繰糸所）からは揚返器を撤去し、揚返場を西置繭所1階に新設した。これは蒸気機関のせいで繰糸所内が多湿であったことから、揚返場を兼ねさせることに不都合があったためである。この時期には新型繰糸機などが導入され、開業当初の繰糸器、揚返器はすべて姿を消した。そのような新体制の下で生産された生糸は、すべてアメリカ向けに輸出された。
この時期に寄宿舎も新設したが、工女の約半数は通勤になっている。工女の労働時間は、開業当初に比べると伸ばされる傾向にあり、6月の実働時間は11時間55分、12月には8時間55分となっていた。読み書きや裁縫を教える1時間程度の夜学は継続されていたが、長時間労働で疲れた工女たちは必ずしも就学に熱心でなかったという。
三井は富岡以外にも3つの製糸工場を抱えていたが、4工場全てを併せた収益は好調とはいえなかった。また、三井家の中で製糸工場の維持に積極的だった銀行部理事の中上川彦次郎が病没したことも、製糸業存続には向かい風となった。こうして、三井は1902年（明治35年）9月13日に4工場全てを一括して原富太郎の原合名会社に譲渡した。原が4工場の代価として支払ったのは、即金10万円と年賦払い（10年）13万5000円であった。

### 原合名会社時代

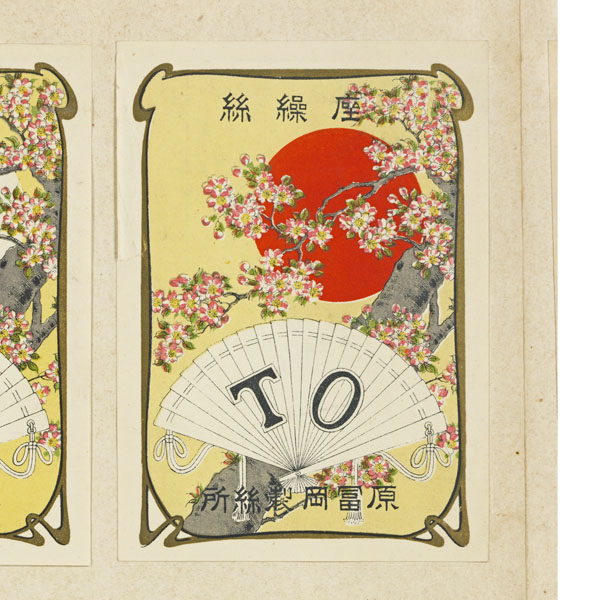
原合名会社時代の座繰糸のチョップ

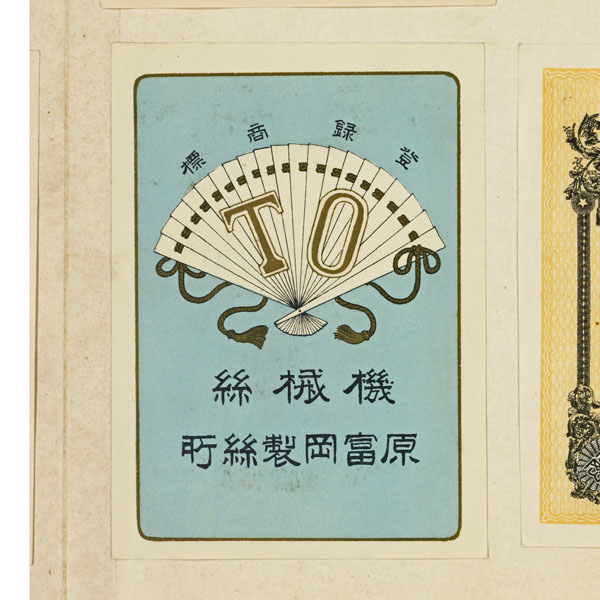
原合名会社時代の機械糸のチョップ

原合名会社が富岡製糸所を手に入れると、その翌月に当たる1902年（明治35年）10月に原富岡製糸所と改名した。1900年（明治33年）前後には郡是製糸（現グンゼ）を始め、繭質改良に積極的な事業者が現れ、蚕種を安価で配布するものも現れていた。蚕種を養蚕農家に配布することは、繭の品質向上と均質化に寄与するものであった。原合名会社も、まず原名古屋製糸所で1903年（明治36年）から蚕種の配布を始め、1906年（明治39年）からは原富岡製糸所でも開始した。原富岡での蚕種の配布は無償で行なわれ、その数を増やしていく上では、群馬で発祥し、全国的に影響のあった養蚕教育機関高山社の協力も仰いだ。また、工女たちの教育機会の確保は継続されており、娯楽の提供などの福利厚生面にも配慮されていたが、それらについては「普通糸」よりも質の高い「優等糸」を生産していた富岡製糸所にとっては、熟練工をつなぎとめておくことが必要であったからとも指摘されている。
原時代は第一次世界大戦（1914年、大正3年勃発）や、世界恐慌（1929年、昭和4年）に見舞われた時期を含んでいる。いずれの時期にも生産量は減少しており、ことに1932年（昭和7年）には大幅な減少を経験した。しかし、それから間もなく8緒のTO式繰糸器・御法川式繰糸器を撤去し、20緒のTO式および御法川式を大増設し、生産性は上昇した。1936年（昭和11年）には14万7000キログラムの生産量を記録し、過去最高となった。
このように生産性の向上は見られたが、満州事変や日中戦争によって国際情勢は不安定化していき、1938年（昭和13年）には群馬県最大（全国2位）の山十製糸が倒産した。このような情勢の中、原富岡製糸所の大久保佐一工場長が組合製糸会社（大久保が社長を兼務）のトラブルがもとで自殺したことや、原富太郎の後継者原善一郎が早世するなど、原合資会社内部の混乱が重なっていた。さらに、主要輸出先アメリカで絹の代替となるナイロンが台頭し、先行きにも懸念があった。そのため、原合名会社は山十が倒産したのと同じ1938年（昭和13年）に製糸事業の縮小に踏み切った。富岡製糸所は切り離されて、同年6月1日に株式会社富岡製糸所として独立した。形式上の代表取締役は西郷健雄（原富太郎の娘婿）であったが、経営は筆頭株主の片倉製糸紡績会社が担当することになった。

### 片倉時代
株式会社富岡製糸所は当時、日本最大級の繊維企業であった片倉に合併されることになり、株主総会での合意を経て、1939年（昭和14年）4月29日に公告された。この実質的に原が片倉に委任した一連の経緯に関し、原側は片倉以外には「この由緒ある工場を永遠に存置せしむる」委任先が存在しないという認識を示していた。原富太郎は後継者を失った中で自身の高齢についても懸念を抱いていたとされるが、富岡製糸所が片倉に合併されたこの年に没している。なお、前述のように官営時代末期の最初の入札時に応札した一人が片倉兼太郎であり、三井家が落札したときに競り負けた企業の一つ、開明社でその時に実権を握っていたのも片倉兼太郎であった。こうしたことから、片倉は古くから富岡製糸所の経営に意欲を持っていたとされている。
合併の年に片倉富岡製糸所と改称され、1940年（昭和15年）には18万9000キログラムの生産量を記録し、過去最高記録を塗りかえたが、太平洋戦争直前の社会情勢は生産に多大な影響を及ぼした。1941年（昭和16年）3月公布の蚕糸事業統制法によって片倉富岡製糸所も統制経済に組み込まれ、同年5月の日本蚕糸統制株式会社の成立によって、富岡製糸所は片倉から同株式会社に形式上賃貸されることとなった。片倉本体は航空機関連の軍需生産に軸足を移し、1943年（昭和18年）に片倉工業株式会社と改称した。太平洋戦争中には片倉が所有していた製糸工場は廃止や用途転換が多く見られたが、富岡製糸所はその主たる用途が軍需用の落下傘向けであったとはいえ、製糸工場として操業され続けた。兵隊として男子を取られていた農村の労働力を埋める必要から、工女の数は著しく減少したが、繰糸機の増設によってカバーした。ただし、輸出中心に発展してきた富岡製糸所の歴史の中で、初めて輸出量が皆無となった。
戦後、GHQは経済の民主化を進め、1946年（昭和21年）3月1日に日本蚕糸統制株式会社も解散させられ、富岡製糸所も名実ともに片倉に戻った。この年から片倉工業株式会社富岡工場となった。同年3月25日、群馬県に昭和天皇の戦後巡幸があり、富岡製糸場への行幸があった。
前述の通り、富岡製糸所は戦時中も一貫して製糸工場として機能し続けた少ない例の一つであり、しかも、空襲などの被害も受けることなく、終戦を迎えていた。1952年（昭和27年）からは自動繰糸器を段階的に導入し、電化を進めるために所内に変電所も設けた。その後も、最新型の機械へと刷新を繰り返し、1974年（昭和49年）には生産量37万3401キログラムという、富岡製糸場（所）史上で最高の生産高をあげた。
この間、工場労働者を取り巻く環境も変化した。戦後、労働者保護法制が整備されたことから、二交替制が導入された。片倉工業は戦前に青年学校令（1935年）に基づく工場内学校を設置しており、富岡製糸所にも合併した年に私立富岡女子青年学校を開校していた。戦後になると、1948年に新しい時代に対応した教育要綱を社内で作成し、各地に知事認可で高校卒業資格を取得できる片倉学園を設置した。富岡工場にも、寄宿舎入寮者は無料で学べた片倉富岡学園が開校された。当時は義務教育終了と同時に就職する女性も多かったため、片倉工業はそういう女性たちに良妻賢母教育を施すことを自社の社会的責任と位置づけていたのである。
しかし、和服を着る機会の減少などの社会情勢の変化に加え、1972年（昭和47年）の日中国交正常化が中国産の廉価な生糸の増加を招いたことから、生産量は減少に向かい、1987年（昭和62年）2月26日に操業を停止、同年3月5日に閉業式が挙行された。

### 世界遺産登録へ向けた動き
片倉工業は富岡工場（旧富岡製糸場）を閉業した後も一般向けの公開をせず、「売らない、貸さない、壊さない」の方針を堅持し、維持と管理に専念した。富岡製糸場は巨大さゆえに固定資産税だけで年間2000万円、その他の維持・管理費用も含めると最高で1年間に1億円以上かかったこともあるとされる。また、片倉は修復工事をするにしても、コストを抑えることよりも、当時の工法で復原することにこだわったという。こうした片倉の取り組みがあったればこそ、富岡製糸場が良好な保存状態で保たれてきたとして、片倉の貢献はしばしば非常に高く評価されている。
富岡製糸場の操業停止を受けて、市民レベルでもその価値を伝えていこうとする学習会「富岡製糸場を愛する会」が、当初は細々としたものではあったが、1988年（昭和63年）に発足した。この団体は継続的に活動しており、特に活発な市民団体とされている。
富岡市の取り組みでは今井清二郎の市長在任中（1995年、平成7年 - 2007年、平成19年）が、ひとつの大きな画期となっている。今井は市長就任前から富岡製糸場に強い関心を抱いており、市長になると片倉工業との交渉を開始した。そんな中、2003年（平成15年）に群馬県知事小寺弘之が富岡製糸場について、「ユネスコ世界遺産登録するためのプロジェクト」を公表した。翌年12月には県知事、市長、片倉工業社長の三者での合意が成立し、富岡製糸場が富岡市に寄贈されることとなった（土地は有償で売却、建物は無償譲渡）。2005年（平成17年）9月30日付けで富岡市に寄贈され、翌日からは市（富岡製糸場課）が管理を行っている。
2005年（平成17年）7月14日付で「旧富岡製糸場」として国の史跡に指定され、2006年（平成18年）7月5日には1875年（明治8年）以前の建造物が重要文化財に、2014年（平成26年）12月10日にはその一部が国宝に指定された。2006年（平成18年）には毎日新聞社の記念事業「ヘリテージング100選」に選出され、2007年（平成19年）11月30日には経済産業省から、近代化産業遺産のひとつ「『上州から信州そして全国へ』近代製糸業発展の歩みを物語る富岡製糸場などの近代化産業遺産群」の構成遺産に認定された。

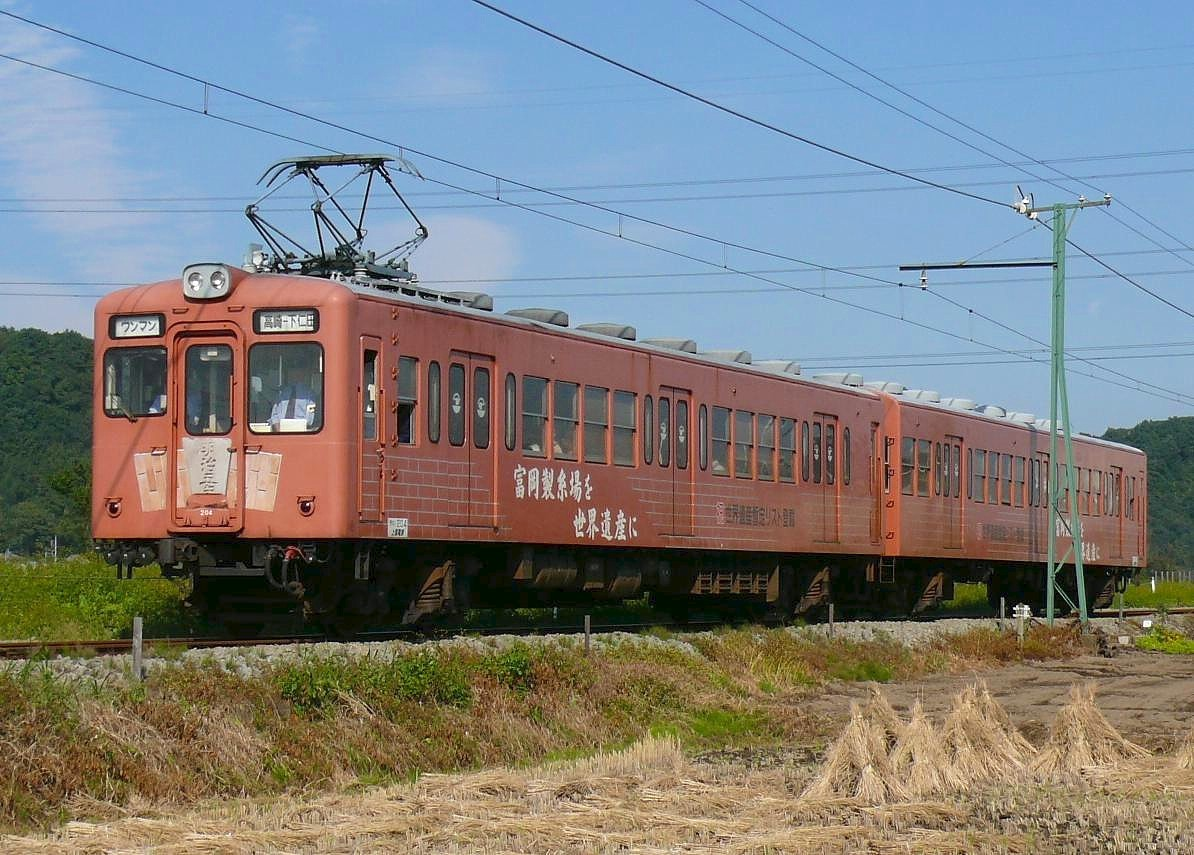
上信電鉄200形電車（2007年、平成19年）。世界遺産登録を推進する広告で飾られている

文化庁が2006年（平成18年）と2007年（平成19年）に、全国の地方自治体から世界文化遺産の追加提案候補を公募した際には、群馬県と富岡市、および他の7市町村が共同で「富岡製糸場と絹産業遺産群 - 日本産業革命の原点」を提案した。これは2007年（平成19年）1月30日に「富岡製糸場と絹産業遺産群」として、日本の世界遺産暫定リストに記載された。いわゆる近代化遺産が暫定リストに加えられたのは、これが初めてである。その後、富岡製糸場以外の構成資産の候補は何度も見直されたが、2012年（平成24年）8月23日に国際連合教育科学文化機関 (UNESCO) の世界遺産センターに正式推薦されることが決定し、2013年（平成25年）1月31日に正式な推薦書が世界遺産センターに受理された。日本の世界遺産として産業遺産が推薦されるのは、石見銀山遺跡とその文化的景観（2006年・平成18年推薦、2007年・平成19年登録）以来、2例目のことである。
2013年（平成25年）9月25日から26日にかけて、世界遺産委員会の諮問機関である国際記念物遺跡会議 (ICOMOS) から派遣された中国国立シルク博物館館長の趙豊が、現地調査を行なった。この現地調査を踏まえ、2014年（平成26年）4月26日未明（日本時間）に「登録」の勧告がICOMOSから出された。この勧告に基づいて、同年6月の第38回世界遺産委員会で正式に登録された。

## 作業工程
関連する主要建造物は後節を参照のこと
富岡製糸場では、購入した繭の乾燥・貯蔵から出荷のために束ねることまでの一連の工程を行えるようになっていた。
乾繭（）は購入した繭を乾燥させる工程で、繭の中の蛹を殺すことと、カビの発生を防ぐことを目的としている。当初は蒸気釜所の横に設置された燥繭所（）で行われており、火炉の輻射熱を利用する方式で乾燥させていた。乾燥させた繭は置繭所（繭倉庫）に貯蔵された後、選繭（せんけん）にかけられる。この工程は、不備のある繭を除外するとともに、繭の質によって等級に分け、用途を決めていた。
このあと、煮繭（）にかけられる。これは繭から糸を引き出すために行う工程だが、当初の繰糸器には煮繭用の釜がついており、繰糸所で行われていた。そして、引き出した糸を複数撚り合わせて繰糸（）をした。日本の場合、そのあとに、前述の通り、小枠に巻き取った生糸を大枠に巻きなおす揚返（）という工程が存在する。揚返をした後の生糸は出荷のために束ねられる。この工程を束装（）という。
この一連の工程は開業当初から操業停止時まで、基本的には変化がない。ただし、当初は繰糸所で煮繭、繰糸、揚返を行なっていたものが、煮繭場や揚返工場の設置によって工程が分離されたり、機械化も進むなどの変化はあった。また、作業で発生したくず繭、くず糸などの副蚕糸（）の処理は、一切行なっていなかったが、昭和時代になって副蚕工場が設置された。

## 主な建造物
富岡製糸場は史跡に指定されており（指定面積55,391.42平方メートル）、開業当初の主として木骨レンガ造の建造物群が重要文化財（一部国宝）に指定されている（指定名称はどちらも「旧富岡製糸場」）。木骨レンガ造の耐久性について、当時、横須賀製鉄所のレオンス・ヴェルニーはかなり否定的に評価していたが、実際にはこれらは良好な状態で保たれている。
以下では国宝および重要文化財に指定されているもののほか、各期の主な建造物について述べる。

### 国宝・重要文化財
2006年（平成18年）に建築物7棟、貯水槽（鉄水溜）1基、排水溝（下水竇及び外竇）1所が「旧富岡製糸場」の名称で一括して重要文化財に指定された。また、重要文化財「旧富岡製糸場」の一部（繰糸所、東・西置繭所の3棟）が2014年に国宝に指定されている。
重要文化財「旧富岡製糸場」として指定された建造物は以下のとおりである。太字は重要文化財指定時の官報告示に基づく建造物名（読み方は文化庁の国指定文化財等データベースによる）で、一部には現在名を細字で併記した。

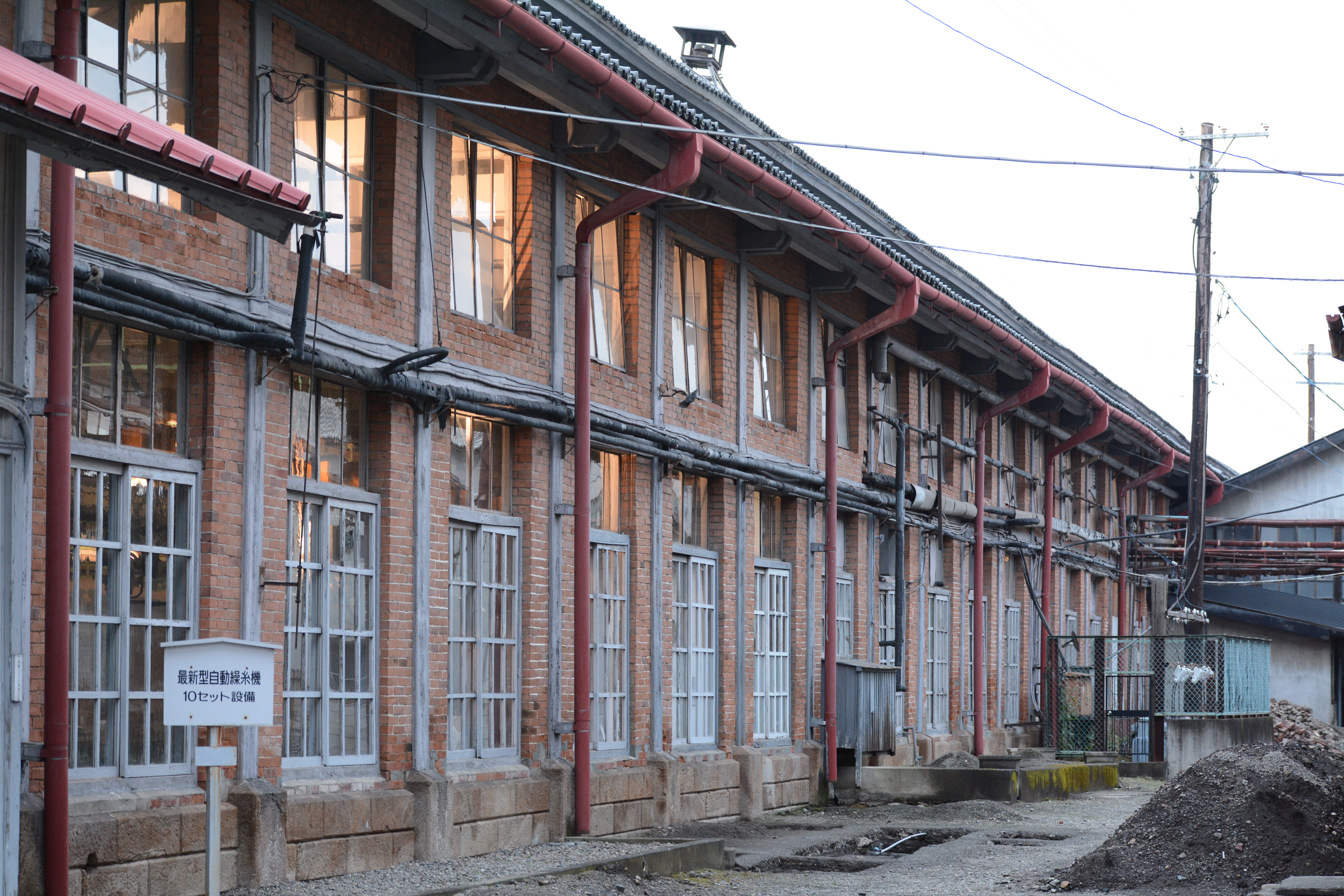
繰糸所

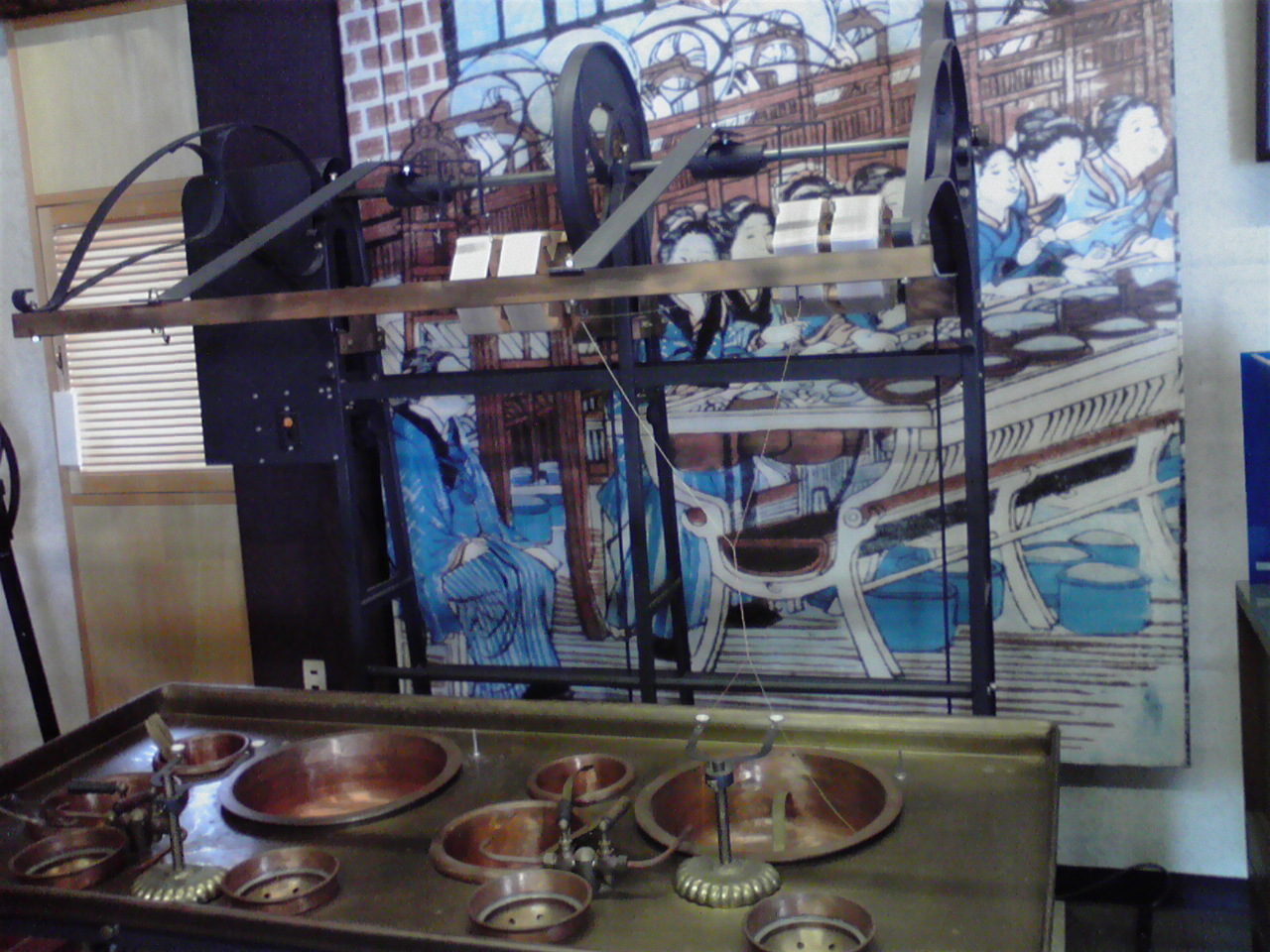
富岡製糸場で使用されていたフランス式繰糸機（岡谷蚕糸博物館蔵、レプリカ）

繰糸所（そうしじょ、国宝）あるいは繰糸工場は、富岡製糸場の中で中心的な建物である。敷地中央南寄りに位置する、東西棟の細長い建物で、木骨レンガ造、平屋建、桟瓦葺き。平面規模は桁行140.4メートル、梁間12.3メートルである。東端に玄関を設ける。小屋組は木造のキングポストトラスである。繰糸は手許を明るくする必要性があったことから、フランスから輸入した大きなガラス窓によって採光がなされている。この巨大な作業場に300釜のフランス式繰糸器が設置された。富岡製糸場に導入された器械製糸は、それ以前の揚げ返しを含まない西洋器械をそのまま導入していた事例と異なっており、1873年（明治6年）から1879年（明治12年）の間に実に全国26の製糸工場に導入された。操業されていた器械（機械）は時代ごとに移り変わったが、巨大な建物自体は増築などの必要性が無く、創建当初の姿が残された。なお、ブリューナが導入した操業当初の器械を含む過去の器械類については、片倉工業が岡谷市の市立岡谷蚕糸博物館に寄贈したことから、そちらに保存されている。

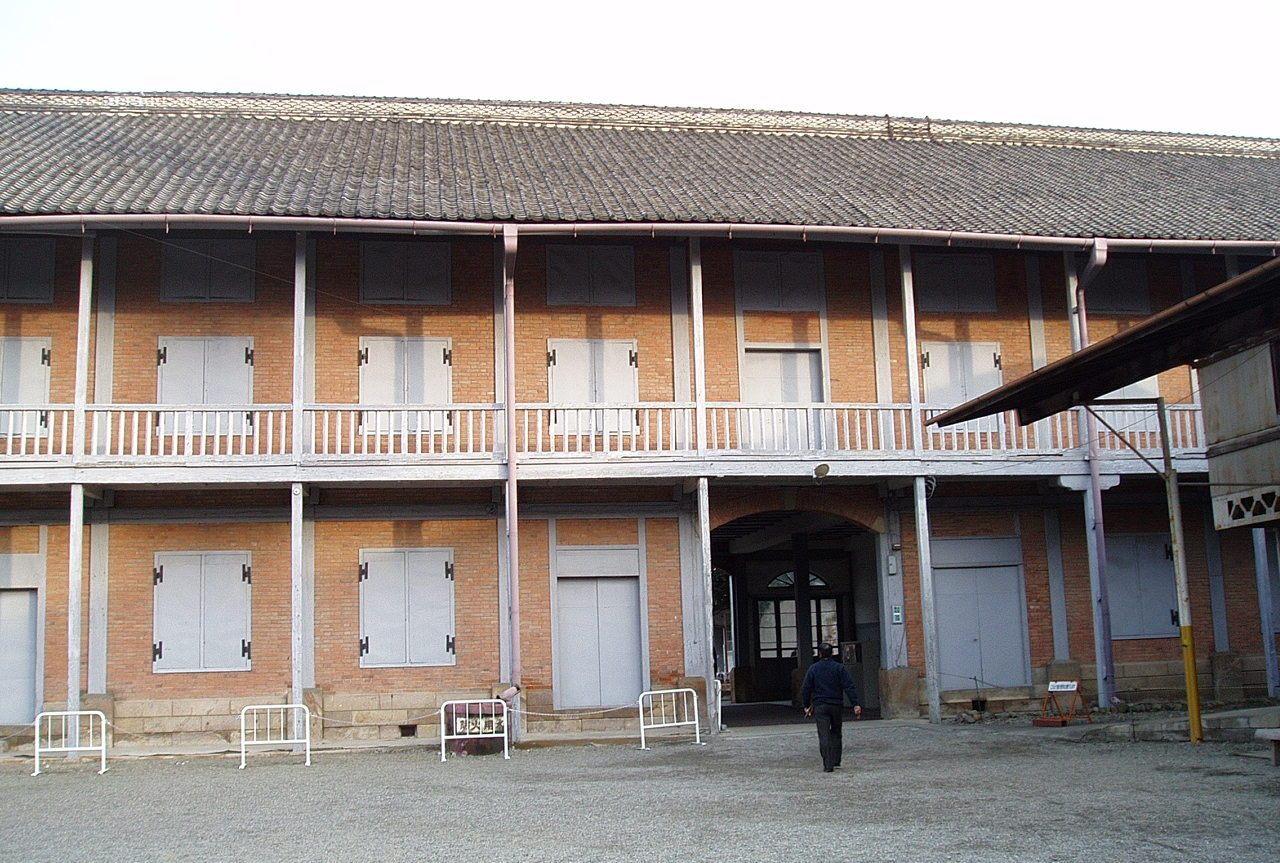
東繭倉庫（東置繭所）

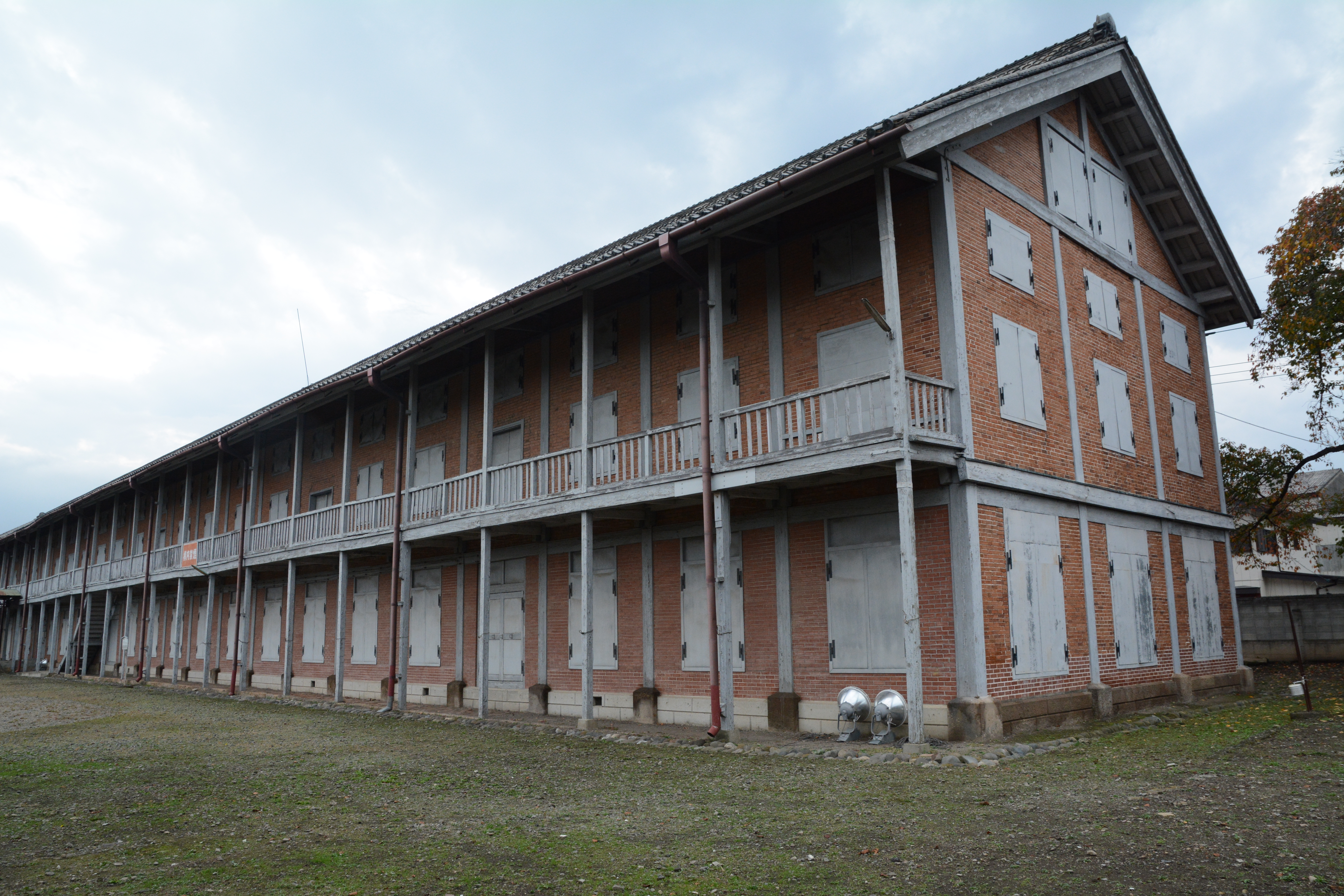
西繭倉庫（西置繭所）

東置繭所（ひがしおきまゆじょ、国宝）と西置繭所（にしおきまゆじょ、国宝）あるいは東繭倉庫と西繭倉庫は、繰糸所の北側に建つ、南北棟の細長い建物であり、東置繭所、繰糸所、西置繭所の3棟が「コ」の字をなすように配置されている。東西置繭所ともに1872年（明治4年11月21日から明治5年12月2日の間）の竣工で、桁行104.4メートル、梁間12.3メートル、木骨レンガ造2階建てで、屋根は切妻造、桟瓦葺きとする。その名の通り、主に2階部分が繭置き場に使われた。両建物とも規模形式はほぼ等しいが、東置繭所は南面と西面に、西置繭所は南面と東面に、それぞれベランダを設ける。また、東置繭所は正門と向き合う位置に建物内を貫通する通路を設けている。この通路上のアーチの要石には「明治五年」の刻銘がある。開業当初の繭は養蚕が主に春蚕のみを対象としていたため、春蚕の繭を蓄えておく必要から建設され、2棟合わせて約32トンの繭を収容できたとされている。2階部分が倉庫とされたのは、風通しなどへの配慮もあった。東置繭所の1階部分は当初事務所などに、西置繭所の1階部分は燃料となる石炭置き場に、それぞれ活用されていたが、のちにはどちらも物置などに転用され、建造当初に存在していた間仕切りなどはなくなっている。西置繭所は2015年（平成27年）より5年計画の保存修理工事が行われ、工事の間は素屋根（覆屋）で囲われるが、一角に見学施設が設けられ工事の現場を見ることができる。
蒸気釜所（じょうきかましょ。1872年・明治4年11月21日から明治5年12月2日の間竣工、重要文化財）は、繰糸所のすぐ北に建つ。南北棟、木骨レンガ造、桟瓦葺きの部分と東西棟、木造、鉄板葺きの部分に分かれ、前者は蒸気釜所の一部が残ったもの、後者は汽罐室の2スパン分が残ったものである。製糸場の動力を司り、一部は煮繭に使われた。ブリューナが導入した単気筒式の蒸気エンジンはブリューナ・エンジンと呼ばれ、今は片倉工業の寄贈によって博物館明治村（愛知県犬山市）で展示されている。1920年（大正9年）に動力が電化されるとブリューナ・エンジンは使われなくなり、のちには煮繭所などに転用された。現在名は煮繭場・選繭場である。蒸気釜所の西には、操業当初に立っていたフランス製鉄製煙突の基部が残されており、蒸気釜所の「附」（つけたり）として重要文化財に指定されている（指定名称は「烟筒基部 1基」）。当初の煙突は周囲への衛生上の配慮から高さ36メートルを備えていたが、1884年（明治17年）9月26日に暴風で倒れてしまったため、現存しない。なお、現在の富岡製糸場に残る高さ37.5 mの煙突はコンクリート製で、1939年（昭和14年）に建造されたものである。
鉄水溜（てっすいりゅう。1875年・明治8年竣工、重要文化財）あるいは鉄水槽は、蒸気釜所の西側にある鉄製の桶状の工作物。鉄板をリベット接合して形成したもので、径15メートル、深さ2.4メートルであり、石積の基礎を有する。創建当初のレンガにモルタルを塗った貯水槽が水漏れによって使えなくなったことを受け、横浜製造所に作らせた鉄製の貯水槽で、その貯水量は約400トンに達する。鉄製の国産構造物としては現存最古とも言われる。
逆に排水を担ったのが下水竇及び外竇（げすいとうおよびがいとう、重要文化財）あるいは煉瓦積排水溝で、いずれも1872年（明治4年11月21日から明治5年12月2日の間）にレンガを主体として築かれた暗渠である。西洋の建築様式を取り入れた下水道は、当時はまだ開港地以外で見られることは稀であり、これらの遺構もまた建築上の価値を有している。下水竇は繰糸所の北側にあり、建物に並行して東西に通じ、延長は186メートル。外竇は下水竇の東端から90度折れ、敷地外の道路に沿って南方向に伸びるもので、延長135メートル。排水は鏑川に注がれた。

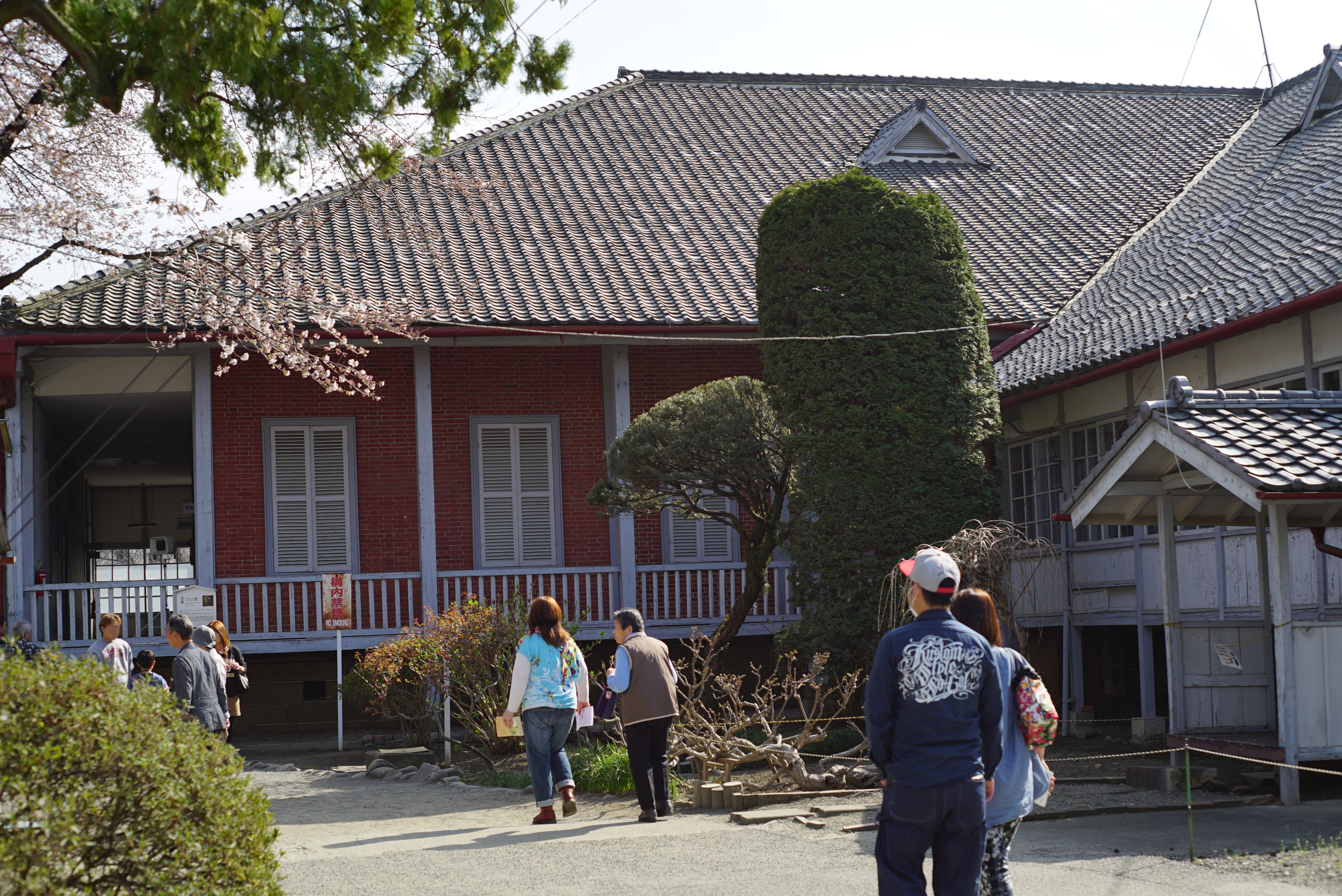
首長館（2015年・平成27年3月）

首長館（しゅちょうかん。1873年・明治6年竣工、重要文化財）あるいはブリューナ館（ブリュナ館）は、繰糸所の東南に位置する。木骨レンガ造、平屋建、寄棟造、桟瓦葺き。平面はL字形を呈し、東西33メートル、南北32.5メートルである。内部は後の用途変更のため改変されている。別名が示すようにブリューナ一家が滞在するために建設された建物である。もっとも、この建物は面積916.8平方メートルと広く、一家（夫婦と子ども2人）とメイドだけでなく、フランス人教婦たちも女工館（後述）ではなく、こちらで暮らしたのではないかという推測もある。その広さゆえに、1879年（明治12年）にブリューナが帰国すると、工女向けの教育施設などに転用され、戦後には片倉富岡学園の校舎としても使われた。従来、工女教育のために竣工当初の姿が改変されたことは肯定的に捉えられてこなかったが、むしろ富岡製糸場の女子教育の歴史を伝える産業遺産として、その意義を積極的に捉えようとする見解もある。

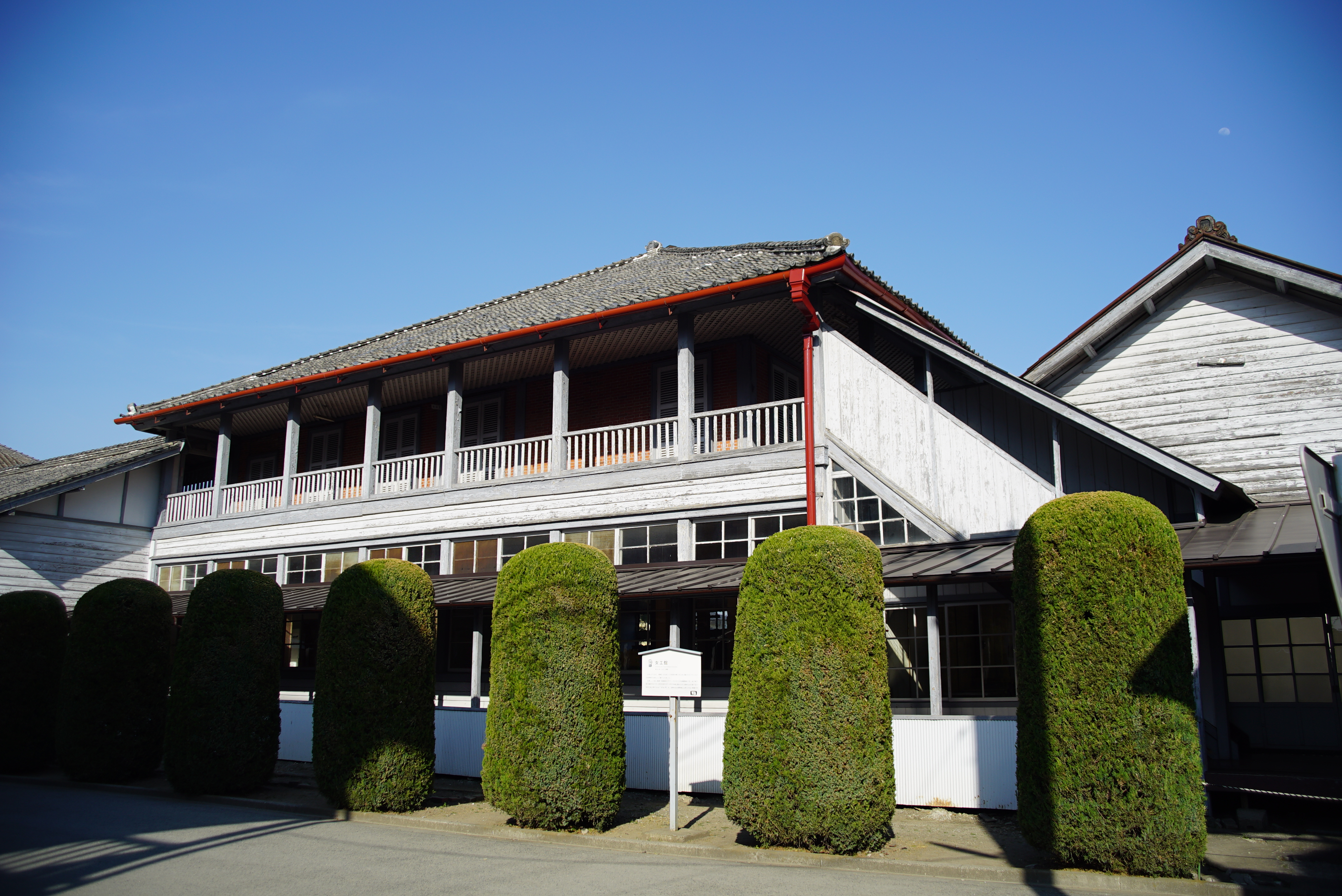
女工館（2015年・平成27年3月）

女工館（じょこうかん、重要文化財）あるいは2号館は首長館と同じく1873年（明治6年）の竣工で、東置繭所の東側、南寄りに位置する。木骨レンガ造、2階建、東西棟の寄棟造で、桟瓦葺きとする。規模は東西20.1メートル、南北17.4メートルである。この建物は、ブリューナがフランスから連れてきた教婦（女性技術指導者）たちのために建てられたものであった。しかし、4人の教婦のうち、マリー・シャレー（Marie Charet / Charay, 19歳）は病気のために1873年（明治6年）10月23日に富岡を離れ、同28日に横浜から帰国した。次いでクロランド・ヴィエルフォール（Clorinde Vielfaure, 年齢不詳）とルイーズ・モニエ（Louise Monier / Maunier, 27歳）も病気に罹り、1874年（明治7年）3月11日に富岡を発った。残るアレクサンドリーヌ・ヴァラン（Alexandrine Vallent, 25歳）は健康ではあったが、一人だけ取り残されることを良しとせず、同じ日に富岡を発った。こうして、4年の任期を誰一人まっとうできずに帰国してしまったため、女工館は竣工まもなく空き家となった（前述のように、そもそも短期間さえフランス人が暮らしていなかった可能性もある）。その後、三井時代には役員の宿舎、原時代には工女たちの食堂など、時代ごとに様々な用途に転用された。
検査人館（けんさにんかん、重要文化財）あるいは3号館は1873年（明治6年）竣工で、東置繭所の東側、女工館の北に建つ。木骨レンガ造、2階建、南北棟の寄棟造で、桟瓦葺きとする。規模は東西10.9メートル、南北18.8メートルである。もともとはブリューナがフランスから連れてきた男性技術指導者たちの宿舎として建てられたものであったが、検査人ジュスタン・ベラン（Justin Bellen, 29歳）とポール・エドガール・プラー（Paul Edgar Prat, 23歳）は、無許可で横浜に出かけ、怠業したという理由で1873年（明治6年）10月30日に解雇されていた。また、ブリューナが教婦や検査人を連れて来たのとは別の時期（詳細日程未詳）に来日し、1872年（明治4年11月21日から明治5年12月2日の間）に雇い入れられた銅工のジュール・シャトロン（Jules Chatron, 27歳）も、1873年（明治6年）11月20日には富岡を離れていた。このため、かわりに外国人医師の宿舎になっていたようである。正門近くにあり、現在は事務所になっている。首長館、女工館、検査人館はいずれもコロニアル様式の洋風住宅と規定されている。なお、1881年（明治14年）の記録には第4号官舎、第5号官舎の名前も見られるが、いずれも現在は失われている。
上記のほか、正門脇で出入りする人々をチェックしていた候門所（）が、重要文化財「旧富岡製糸場」の「附」（つけたり）として指定されている。この建物は、開業当初の建物の中では珍しい木造平屋建てで、1943年（昭和18年）の行啓記念碑（後述）建設にあたって移転した。のちに社宅に転用された。

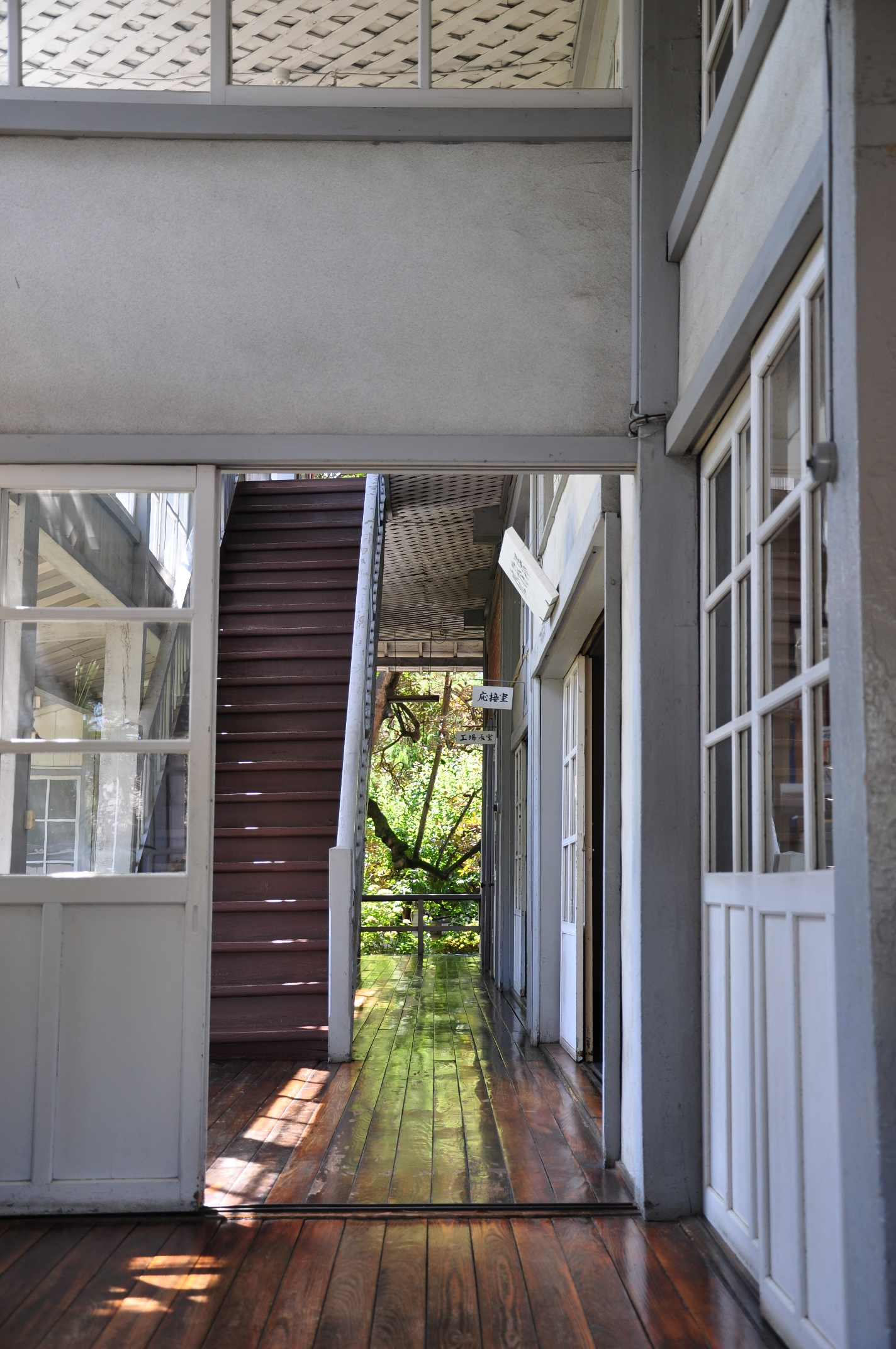
検査人館内部
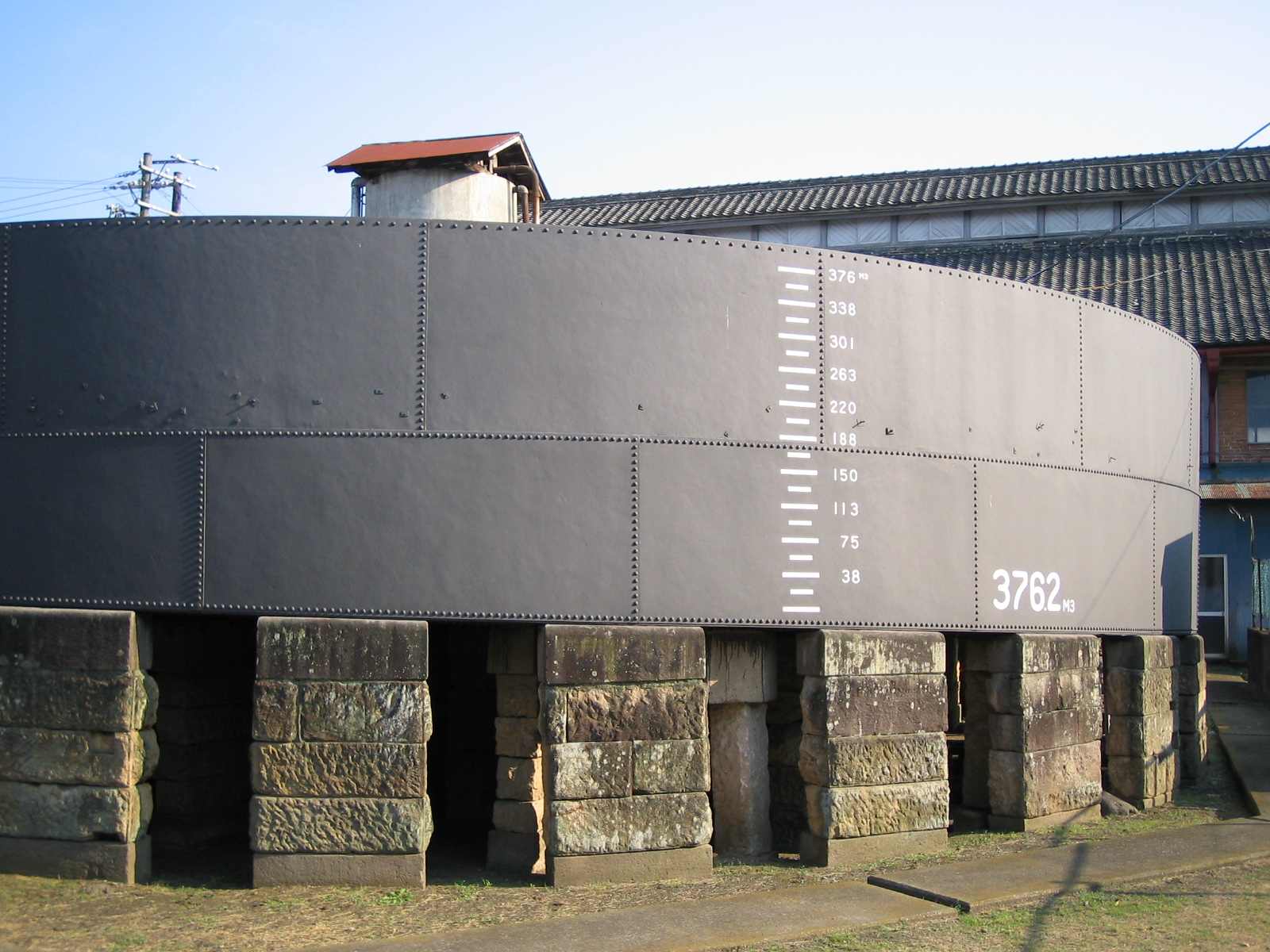
鉄水溜
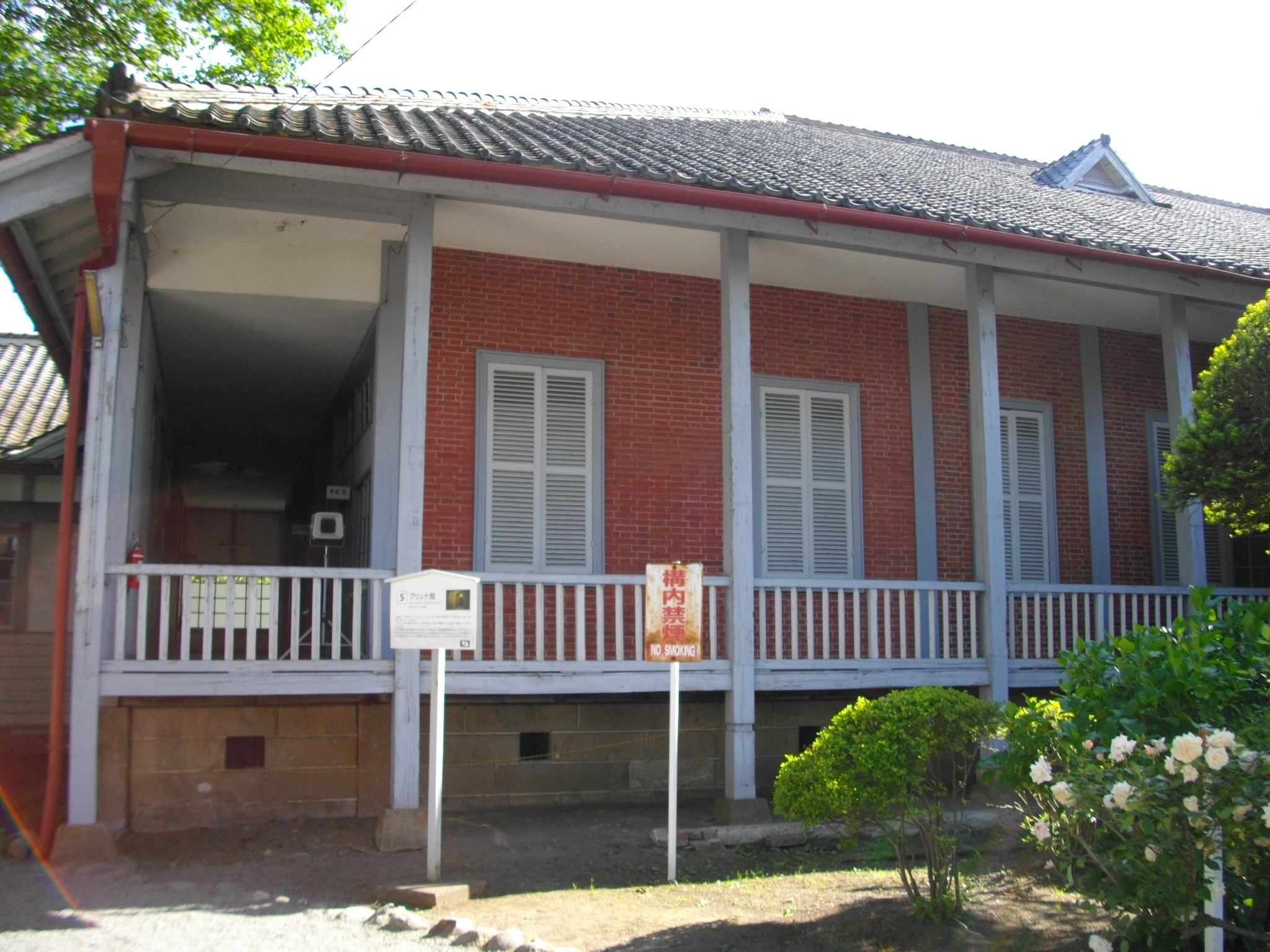
首長館
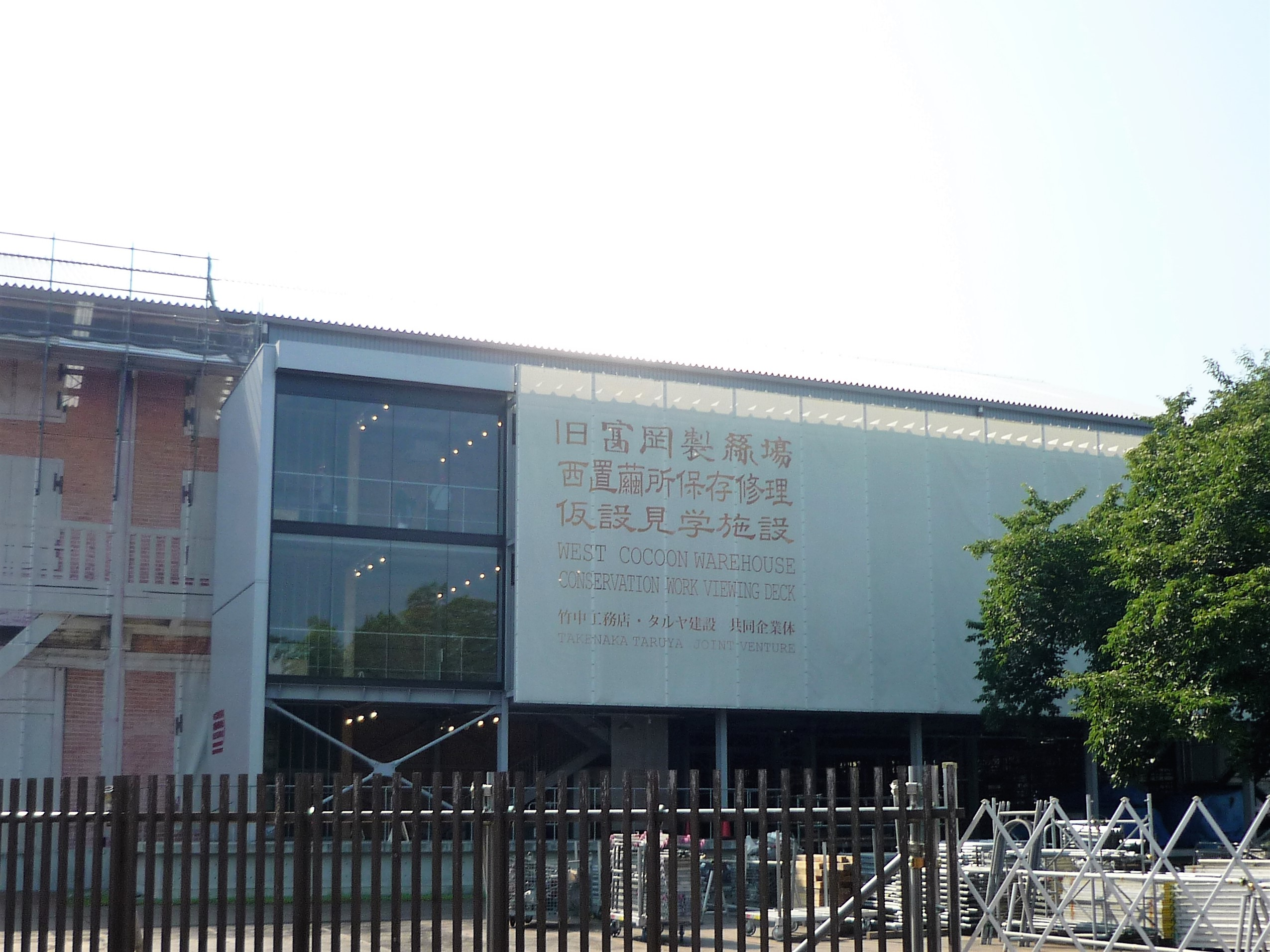
西置繭所 保存修理仮設見学施設

### 三井時代の建造物
（旧）第二工場は、1896年（明治29年）に竣工した木造平屋建てである。これに伴い開業当初の繰糸所は第一工場と改名されたが、原時代に再び繰糸所は一元化されたため、1911年（明治44年）に繰糸所としての機能を停止した。第二工場は選繭場、煮繭場などとして転用され、片倉時代には副蚕糸の加工処理施設に転用された。現在残る建物は、竣工当初のものよりも短縮されている。
第二工場と同じ年に、首長館の隣に建てられたのが寄宿舎の一つである榛名寮で、以前の寄宿舎の老朽化に対処するものだった。以前の寄宿舎は解体され、木造二階建ての榛名寮の建材には転用されたものが含まれる。首長館の隣は日当たりが良く、そこへ移転したのは、工女たちの住環境への配慮だったとされる。
ほかに建物ではないが、敷地内で三井時代と結びつく場所としては殿下山がある。原合名会社に譲渡される直前の1902年（明治35年）6月2日、皇太子嘉仁親王（のちの大正天皇）が登ったとされる小山である。

### 原時代の建造物
揚返工場（）は、1919年（大正8年）に繰糸所の隣に建てられた梁間9.1メートル、桁行136.4メートルの木造平屋建ての作業場である。上記の歴史節で述べたように、開業当初は繰糸所に揚返器が併設されていた。しかし、生産量の増大に対応して、揚返専用の建物が建てられることになったものである。
ほか、生繭の蛹を殺し、繭を乾燥させる施設である乾燥場・繭扱場（大正から昭和）、1919年（大正8年）に建てられた糸蔵と旧計算所（ともに木造平屋建て）、女工館と検査人館の間に建てられた男子寄宿舎などが、この時期の建物である。
なお、原時代の蚕種改良を担った蚕種製造所（1907年・明治40年竣工）は片倉時代にも使われていたが、1980年代半ばに解体されたため、現存していない。

### 片倉時代の建造物

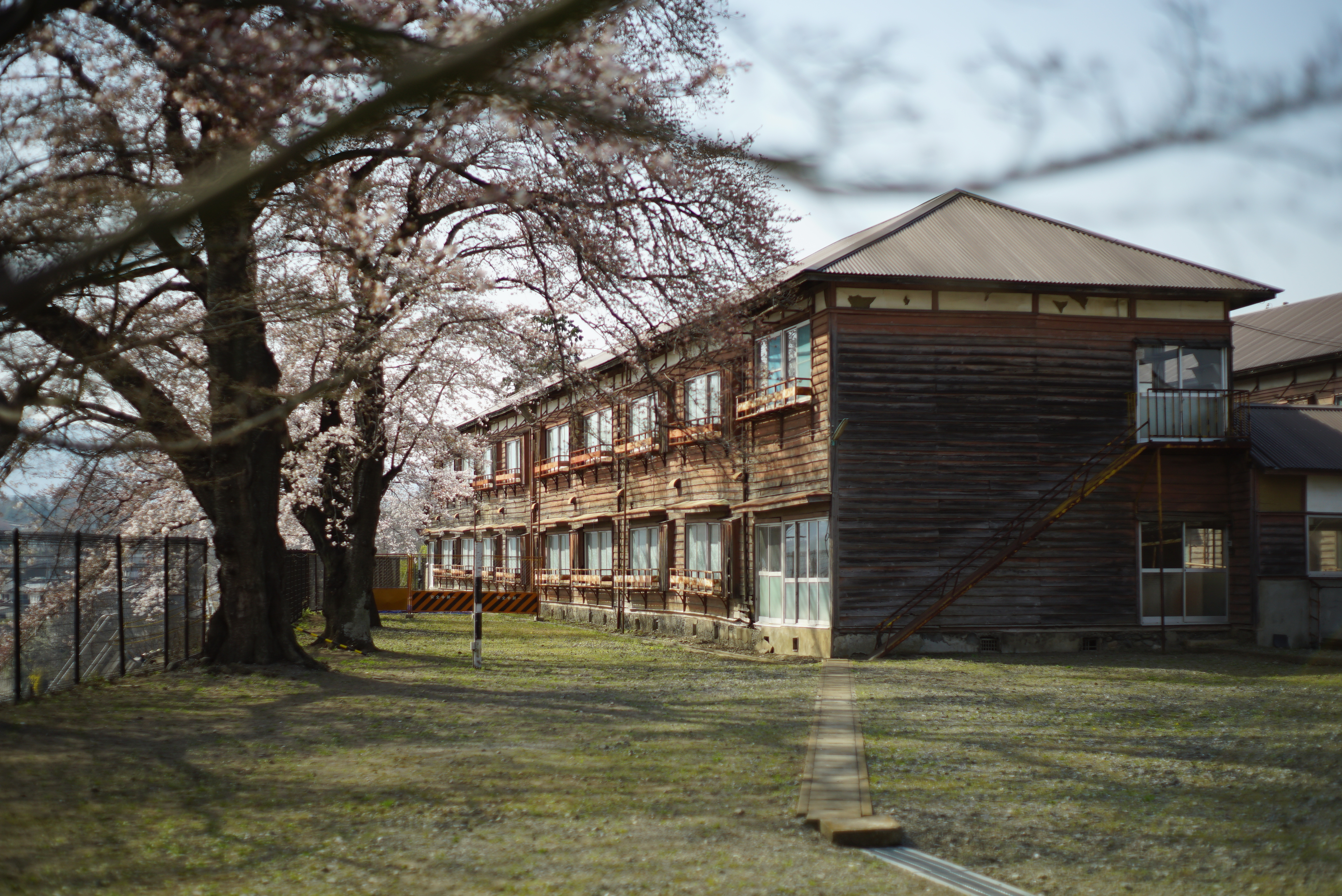
妙義寮（2015年・平成27年3月）

太平洋戦争終戦前に建てられたものとしては、1940年（昭和15年）の浅間寮と妙義寮がある。これらは女子寄宿舎で、ともに梁間7.3メートル、桁行55.0メートルの木造2階建てである。同じ年には首長館の東にあった原時代の診療所・病室が新しく建て替えられた。
また、戦時中の1943年（昭和18年）には、英照皇太后と皇后（昭憲皇太后）の行啓70周年を記念して、高さ4.6メートル、幅1.86メートルの行啓記念碑が建てられ、盛大に祝われた。
戦後になると新たに複数の揚返工場が建てられたほか、高圧変電所、汽缶場、揚水ポンプ小屋など、各種建造物が増築された。

## 煙突（4代目）
現存する煙突は4代目で高さ37.5m、直径2.5mの鉄筋コンクリート造。経年劣化が進んでおり煙突上部は炭素繊維シートで応急処置を施している。大地震や竜巻などの突風で倒壊するおそれも指摘されており、保存修理工事が必要となるが、コロナ禍の影響で見学料収入が減少しているため富岡市は費用調達のためクラウドファンディング（CF）で寄付を募っている。

## 観光

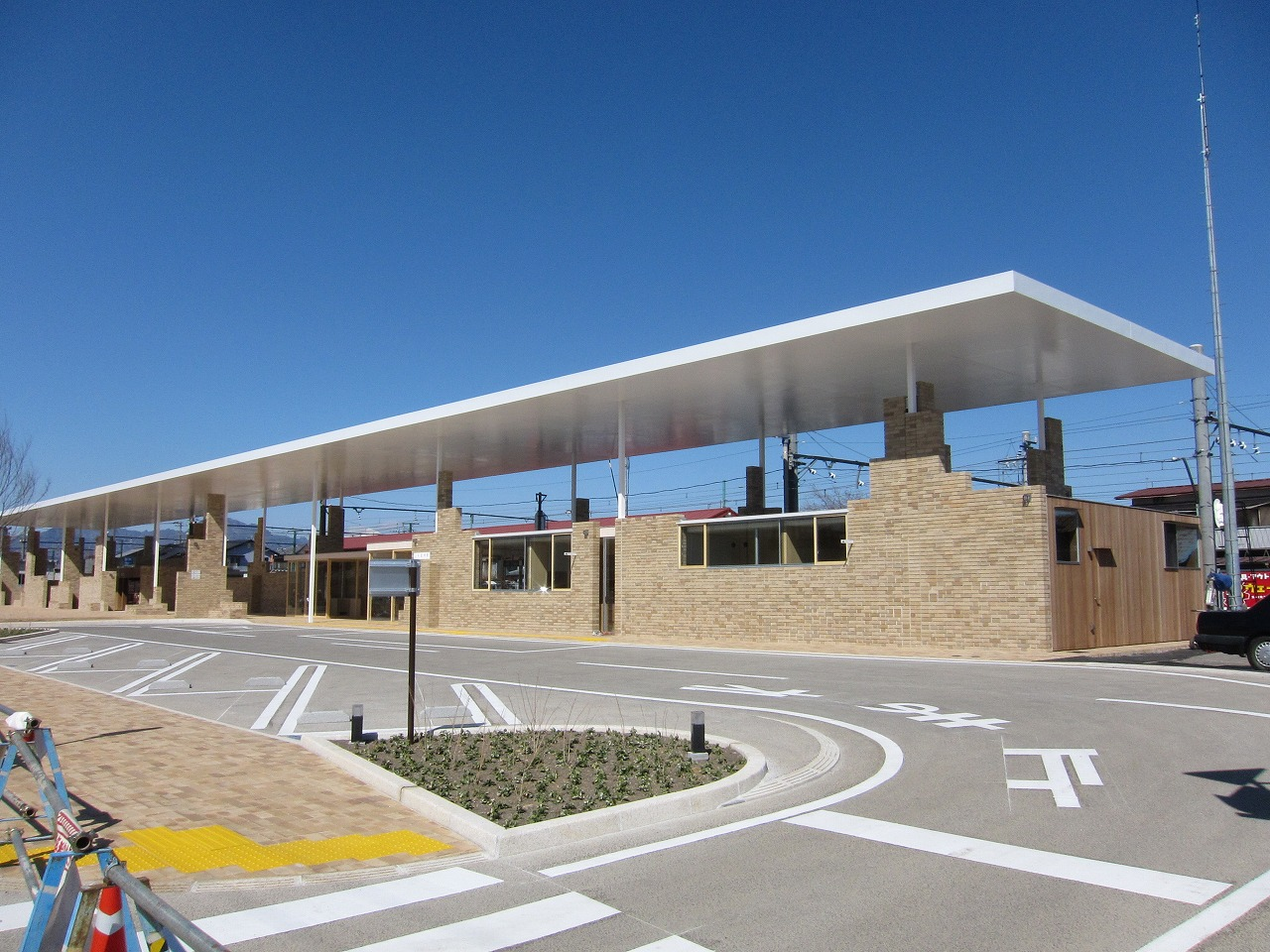
上州富岡駅

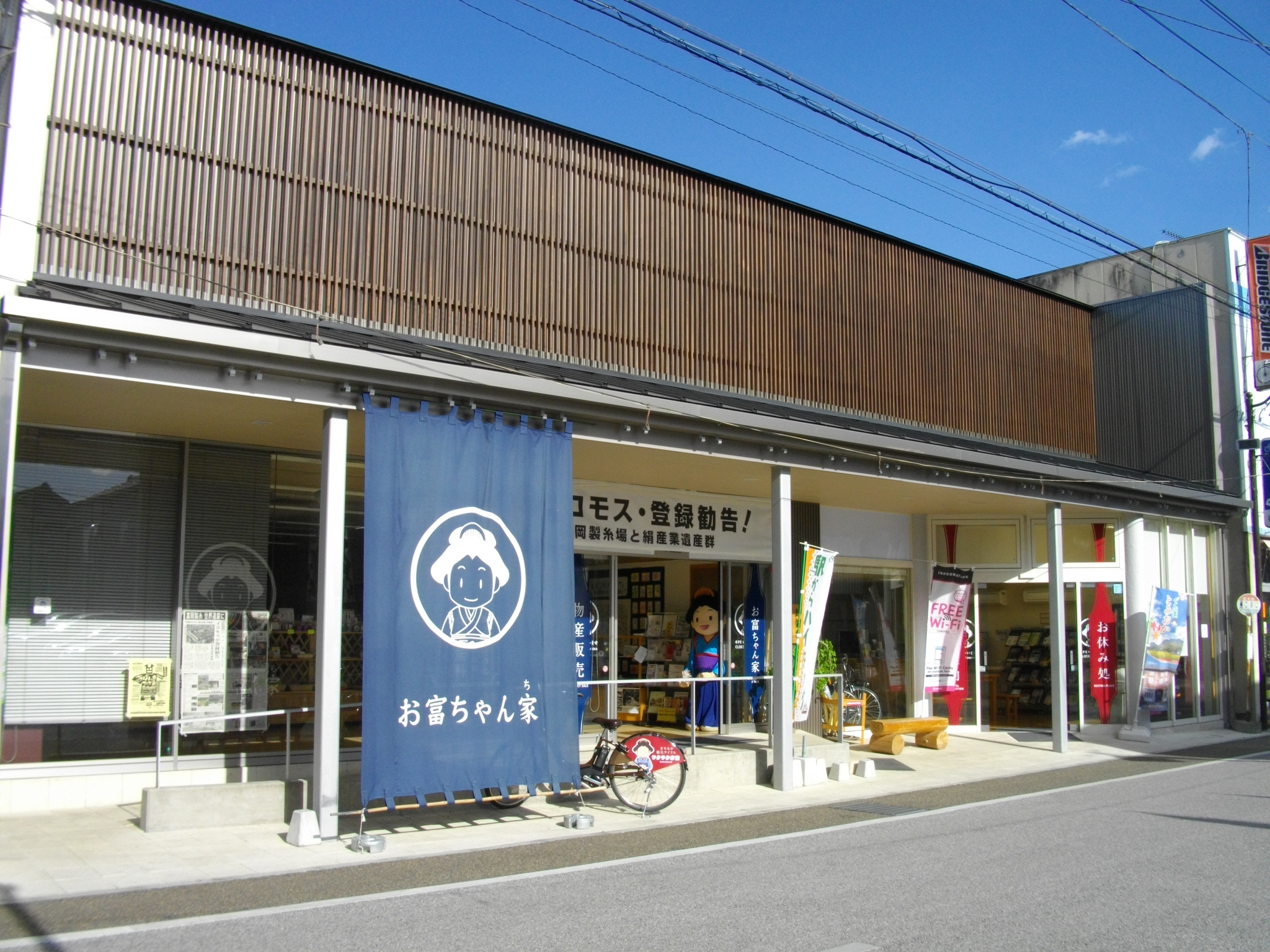
製糸場近隣にある富岡市まちなか観光物産館「お富ちゃん家」
商店街にあった書店を改装し、2013年（平成25年）にオープン。2021年（令和3年）時点で築51年を迎え老朽化しているため、廃止も視野に検討が進められている。

富岡製糸場の一般公開は2005年（平成17年）から始まった。その年に富岡製糸場を訪れた観光客は3万人あまりであったが、2年後（2007年、平成19年）には約25万人に達した。その年の富岡市の観光名所の中では妙義山（約76万4000人）、群馬サファリパーク（約44万8000人）に次ぐ人数であり、富岡市の観光客数を押し上げる効果をもたらしていると考えられている。2007年（平成19年）4月から見学は有料となった（富岡市民は無料）。自由見学とは別に、定時に40分程度の解説ガイドツアーが行われている（予約不要）。20名以上の団体として予約しておくと、専属の解説員についてもらうことができる。世界遺産登録の勧告が公表された翌日にあたる2014年（平成26年）4月27日には、1日あたり来場者数の過去最高記録（3446人）を更新する4972人が訪れたが、同年5月3日にはそれを上回る6456人、その翌日には8142人が訪れ、4月26日から5月6日の累計訪問者数は5万人を超えた。
老朽化などのため、2014年時点で内部が一般公開されている建物は繰糸所と東置繭所のみであった。2014年（平成26年）度中に揚返場の公開も予定されているが、製糸場全体を公開するための修復工事には期間30年、費用100億円を費やす必要があると見積もられている。しかし、入場者数は2014年（平成26年）度の133万7720人をピークに3年後（2017年、平成29年）には半減。2020年（令和2年）度は新型コロナウイルス感染症による影響で17万7419人まで落ち込んだ。市は見学料収入の減少に対し、一般財源からの繰り入れや基金の取り崩し、新規保存整備工事を見送るなどして凌ぎ、コロナ収束後のV字回復（目標入場者数50万人）を目指すとしている。ただし、2023年度の入場者は36.7万人で、運営・保存費用を賄える50万人の目標には届いていない。
鉄道での最寄り駅は上信電鉄の上州富岡駅（駅から1キロメートル）。上信電鉄の高崎駅では、上州富岡駅への往復切符と、富岡製糸場への入場券がセットになった往復割引乗車券が発売されている。自動車の場合、上信越自動車道富岡インターチェンジから3キロメートルであるが、施設内への車の乗り入れは認められていない。

## 歴代工場長
| 代 | 氏名 | 氏名       | 就任日                 | 退任日                 |
| -- | ---- | ---------- | ---------------------- | ---------------------- |
| 1  |      | 尾高惇忠   | 1872年（明治5年）10月  | 1876年（明治9年）11月  |
| 2  |      | 山田令行   | 1876年（明治9年）11月  | 1879年（明治12年）3月  |
| 3  |      | 速水堅曹   | 1879年（明治12年）3月  | 1880年（明治13年）11月 |
| 4  |      | 岡野朝治   | 1880年（明治13年）12月 | 1885年（明治18年）2月  |
| 5  |      | 速水堅曹   | 1885年（明治18年）2月  | 1893年（明治26年）10月 |
| 6  |      | 津田興二   | 1893年（明治26年）10月 | 1896年（明治29年）5月  |
| 7  |      | 小出収     | 1896年（明治29年）5月  | 1897年（明治30年）3月  |
| 8  |      | 藤原銀次郎 | 1897年（明治30年）3月  | 1898年（明治31年）9月  |
| 9  |      | 小出収     | 1898年（明治31年）9月  | 1899年（明治32年）3月  |
| 10 |      | 津田興二   | 1899年（明治32年）3月  | 1902年（明治35年）9月  |
| 11 |      | 津田興二   | 1902年（明治35年）9月  | 1905年（明治38年）11月 |
| 12 |      | 古郷時待   | 1905年（明治38年）11月 | 1909年（明治42年）2月  |
| 13 |      | 大久保佐一 | 1909年（明治42年）2月  | 1933年（昭和8年）12月  |
| 14 |      | 横山秀昭   | 1933年（昭和8年）12月  | 1938年（昭和13年）7月  |
| 15 |      | 尾澤虎雄   | 1938年（昭和13年）7月  | 1940年（昭和15年）8月  |
| 16 |      | 紺野新一   | 1940年（昭和15年）8月  | 1941年（昭和16年）4月  |
| 17 |      | 矢崎京二   | 1941年（昭和16年）4月  | 1946年（昭和21年）8月  |
| 18 |      | 西本清     | 1946年（昭和21年）8月  | 1947年（昭和22年）4月  |
| 19 |      | 坂出董太郎 | 1947年（昭和22年）4月  | 1952年（昭和27年）3月  |
| 20 |      | 福澤金一   | 1952年（昭和27年）3月  | 1955年（昭和30年）2月  |
| 21 |      | 鈴木正一   | 1955年（昭和30年）2月  | 1958年（昭和33年）6月  |
| 22 |      | 江島正巳   | 1958年（昭和33年）6月  | 1968年（昭和43年）1月  |
| 23 |      | 坂根定信   | 1968年（昭和43年）1月  | 1969年（昭和44年）2月  |
| 24 |      | 松崎昇平   | 1969年（昭和44年）2月  | 1972年（昭和47年）3月  |
| 25 |      | 佐用満男   | 1972年（昭和47年）3月  | 1979年（昭和54年）3月  |
| 26 |      | 福元昶     | 1979年（昭和54年）3月  | 1985年（昭和60年）3月  |
| 27 |      | 橘高辰巳   | 1985年（昭和60年）3月  | 1987年（昭和62年）3月  |